# Кантаурово
Кантау́рово — село в городском округе Бор Нижегородской области России.
Центр административно-территориального образования Кантауровский сельсовет.

## География
Село расположено на реке Линде близ трассы Р159 Нижний Новгород — Киров.

## Инфраструктура
В селе находится отделение Почты России (индекс 606472).
Также в селе имеются сельский культурный комплекс (с филиалами в деревне Каликино и посёлке Шпалозавод), средняя общеобразовательная школа и детский сад «Лучик».
В непосредственной близости от школы и дома культуры расположен досуговый центр (кафе «Latte», спортивный зал «Кронус», мультимедийная комната).

## Достопримечательности
В селе располагается памятник градостроительства и архитектуры комплекс Троицкой церкви, состоящий из церкви Троицы Живоначальной, дома священника и церковно-приходской школы. Памятник датирован 1820—1828 годами.